# Роберт Вагнер (гауляйтер)
Роберт Генріх Вагнер, при народженні Бакфіш (нім. Robert Heinrich Wagner (Backfisch); 13 жовтня 1895 — 14 листопада 1946) — партійний і державний діяч Третього Рейху, гауляйтер (25 березня 1925 — 8 травня 1945) і рейхсштатгальтер (5 травня 1933 — 8 травня 1945) Бадена, шеф цивільного управління окупованого Ельзасу (2 серпня 1940 року — 8 травня 1945), почесний обергруппенфюрер НСКК.

## Біографія
Роберт був другим з п'ятьох дітей в селянській родині Йоганна Петера Бакфіша і його дружини Катаріни. Сім'я була євангельська, проте, ставши дорослим, він вийшов з євангельської церкви і починаючи з кінця 1930 років позначав себе тільки як «віруючий в Бога». Після навчання в народній школі з 1910 року Роберт 3 роки навчався на вчительських курсах у Гайдельберзі, після чого вступив до Гейдельберзького педагогічного інституту.
З початком Першої світової війни припинив своє навчання в Гайдельберзі і пішов добровольцем на фронт. З 1914 по 1918 рік він воював у Фландрії, брав участь в битві при Вердені, в битві на Соммі, в битві під Лоретто, був командиром роти 110-го піхотного полку, в кінці війни отримав звання лейтенанта. За бойові заслуги відзначений численними нагородами.
У листопаді 1918 року повернувся до Німеччини, вступив в добровольчий батальйон і брав участь в придушенні революційних заворушень в Мангаймі, потім служив у рейхсвері. У 1920 році разом з полком був переведений в Тюрингію. У 1921 році взяв дошлюбне прізвище своєї матері Вагнер. У жовтні 1923 був відряджений до Центральної піхотної школи в Мюнхені, де познайомився з Адольфом Гітлером і Еріхом Людендорфом.
Активний учасник гітлерівського Пивного путчу. 1 квітня 1924 року Мюнхенським судом був засуджений до 15 місяців в'язниці. Звільнений достроково з урахуванням терміну проведеного в ув'язненні. 31 травня 1924 звільнений з армії в чині гауптмана. Після звільнення наприкінці 1924 року вступив у НСДАП (партквиток № 11 540), організував ортсгруппу в Ебербасі. 25 березня 1925 року призначений гауляйтером Бадена. З 27 жовтня 1929 року — член Баденського ландтагу. У жовтні 1932 року був введений до складу Імперського керівництва НСДАП, з грудня 1932 року — заступник імперського організаційного керівника НСДАП Роберта Лея і начальник Головного кадрового управління НСДАП.
З 5 березня 1933 року — депутат Рейхстагу від округу Баден. З 11 березня по 5 травня 1933 року — райхскомісар і міністр-президент Бадена. З 5 травня 1933 року — імперський намісник (рейхсштатгальтер) Бадена. З 1 вересня 1939 року — імперський комісар оборони. Після окупації німецькими військами Франції 14 липня 1940 призначений вищим представником Німеччини в Ельзасі. З 2 серпня 1940 року — начальник цивільного управління окупованого Ельзасу. На цій посаді проводив активну політику германізації Ельзасу. Одночасно був гауляйтером гау «Баден-Ельзас». 16 листопада 1942 року був призначений імперським комісаром оборони Бадена.
При наближенні військ союзників 23 листопада 1944 року залишив Страсбург. Після закінчення війни переховувався під виглядом прислуги в селянському господарстві. 29 липня 1945 року ув'язнений американцями і виданий французьким властям. 23 квітня 1946 постав перед французьким військовим судом в Страсбурзі і 3 травня за військові злочини в Ельзасі засуджений до смертної кари. Розстріляний. 
Останні слова Вагнера: «Хай живе Велика Німеччина, Хай живе Адольф Гітлер, Хай живе націонал-соціалізм. Нашу велику справу знищили маленькі судді. Геть французький народ і його мстиве правосуддя. Хай живе німецький Ельзас.» (нім. Es lebe Großdeutschland, es lebe Adolf Hitler, es lebe der Nationalsozialismus. Unsere große Aufgabe hat nur kleine Richter gefunden. Nieder mit dem französischen Volk und seiner Rachejustiz. Es lebe das deutsche Elsass.).

## Нагороди
- Залізний хрест 2-го і 1-го класу
- Орден Військових заслуг Карла Фрідріха
- Орден Церінгенського лева, лицарський хрест 2-го класу з мечами
- Хрест «За військові заслуги» (Баден)
- Нагрудний знак «За поранення» в чорному
- Золотий партійний знак НСДАП (1933)
- Орден крові (1934)
- Почесний хрест ветерана війни з мечами
- Медаль «За вислугу років у НСДАП» в бронзі, сріблі та золоті (25 років)